# 麥克沃思岩
66°2′S 66°34′W / 66.033°S 66.567°W
麥克沃思岩（英語：Mackworth Rock），是南極洲的岩石，位於比斯科群島的拉瓦錫島，處於勒布隆角以北4公里，由英國南極名稱諮詢委員會命名，現時由南極條約體系管理。